# Полтавський концентраційний табір
Полтавський концентраційний табір — концентраційний табір, створений гітлерівцями у Полтаві для радянських військовополонених після окупації міста 18 вересня 1941 року; існував до вересня 1943 року. Знаходився на території Береківки (Шевченківський район), прилягав до вулиці Слюсарної (тепер Баяна), Красіна (нині — Героїв АТО) та кутка Пушкарівка. До концтабору входив госпіталь для військовополонених, що містився у приміщенні середньої школи № 27 і на території обласної лікарні. Всього під час окупації в Полтаві загинуло 18.200 радянських громадян, у тому числі й цивільного населення.